# Лишня
Ли́шня — село Бишівської сільської громади Фастівського району Київської області. Розташоване за 51 км від обласного центру. Через село протікає р. Куделя. Площа населеного пункту становить 302 га. Кількість населення станом на 01.01.2008 р. — 535 осіб.
День села — 27 жовтня.

## Історія
12 серпня 1613 року Миколай Стецький отримав компенсацію від Катаржини та Єжи Харлінських за підданих з села Іллінець, що втекли до маєтності Лишні. За архівними даними, у 1746—1750 рр., нею володів Бишівський домініканський монастир.
У період гайдамаччини тут діяв селянсько-козацький загін Сави Плиханенка.
8.07.1768 через Лишню проходив зі своїм загоном гайдамацький ватажок Іван Бондаренко.
У 1798 р. прихожани збудували церкву, гроші на будівництво якої пожертвував дворянин Радзієвський.
У 1854 р. Лишня разом із Шпитьками куплена Михайлом Добринським. З'являлися перші підприємства: винокурня, фабрика з виробництва лікеру. Деякий час до цього помістя належала й Леонівка. Вона заснована на початку XIX ст., входила до складу Фастівського казенного помістя. У 1843 р. продана Івану Божеському з 972 десятинами землі і населенням 230 осіб.
Комнезам утворився в липні 1920 р. 10 родин об'єдналися у сільськогосподарську артіль «Праця», яку очолив С. А. Комашенко. На 1923 р. проживали 1313 осіб.
Під час війни 22 жителі села активно діяли у складі партизанських загонів, зокрема В. М. Соколюк, В. І. Радзієвський, І. М. Новохатній, М. В. Сидоренко, М. А. Кудласевич.
Школа побудована в 1940 р., у 1964 р. — ФАП. У 1967 р. — Будинок культури. З 1950 р. по 1961 р. у селах Лишня та Осикове були колгоспи ім. Кірова, ім. Будьонного, ім. Ватутіна та «Червоний прапор». З 1962 р. утворився колгосп ім. XXI з'їзду КПРС.
В «Історії міст і сіл Української РСР» про Лишню початку 1970-х було подано таку інформацію:

| Лишня - село, центр сільської Ради, розташоване у долині річки Усті, за ЗО км від районного центру. Населення - 894 чоловіка. Сільраді підпорядковане село Осикове. У Лишні - центральна садиба колгоспу ім. XXI з'їзду КПРС, що має 3300 га землі. Господарство спеціалізується на виробництві молока та вирощуванні озимої пшениці, льону, цукрових і кормових буряків, картоплі. У селі є середня школа, будинок культури, бібліотека[3]. |
У 1997 р. створено КСП «Нива».
У 1996 року у перебудованому приміщенні відкрито церкву Преподобної Параскеви Сербської (УПЦ МП). У 2015 році було освячено храм на честь святого Климента (УПЦ МП). Також у селі діє Київський літній богословський інститут.
На території с. Лишня, у центрі та на сільському кладовищі, побудовані в 1965 р. два пам'ятники загиблим у Німецько-радянській війні воїнам-односельчанам.
В 2009 р. створено футбольну команду села — «ФК Темп».

## Населення

### Мова
Розподіл населення за рідною мовою за даними перепису 2001 року:
| Мова            | Кількість | Відсоток |
| --------------- | --------- | -------- |
| українська      | 551       | 94.35%   |
| російська       | 30        | 5.14%    |
| білоруська      | 1         | 0.17%    |
| вірменська      | 1         | 0.17%    |
| інші/не вказали | 1         | 0.17%    |
| Усього          | 584       | 100%     |

## Економіка
- ТОВ «Кіпхім» — виробник клею.
- Поблизу села — Лишнянське родовище глини і суглинків [Архівовано 19 липня 2021 у Wayback Machine.]

## Галерея

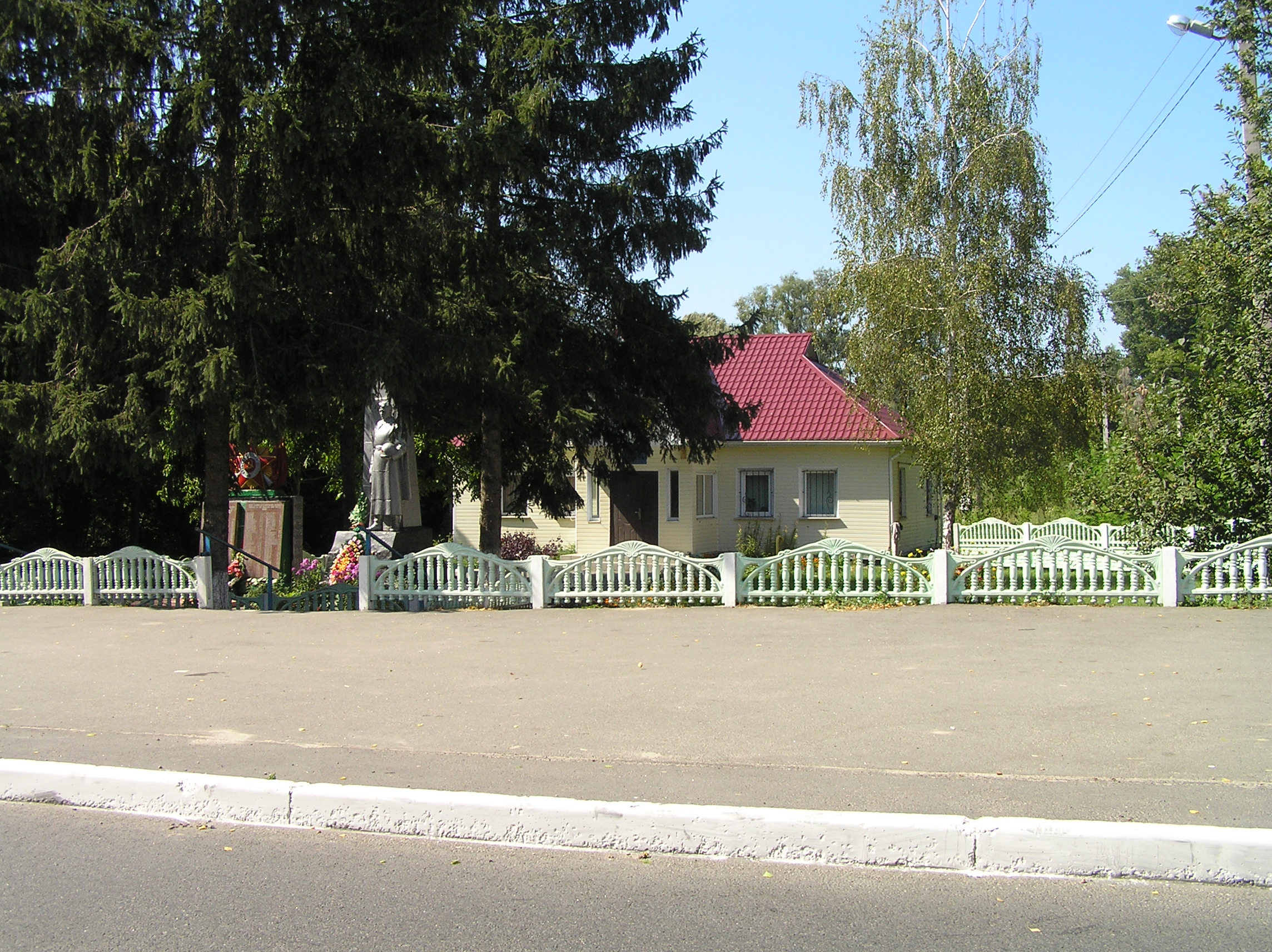
Сільрада
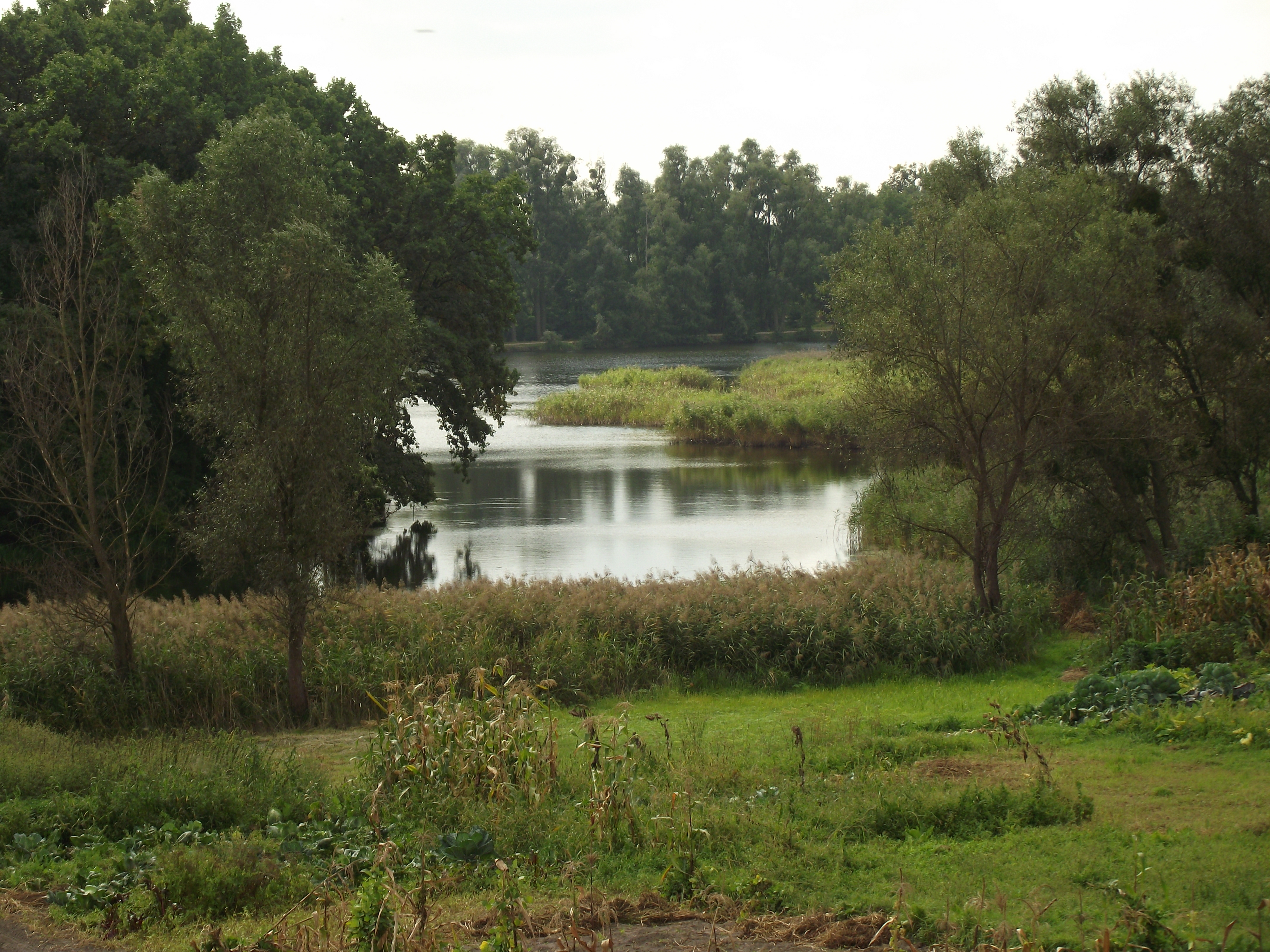
річка Куделя (притока Ірпеня)
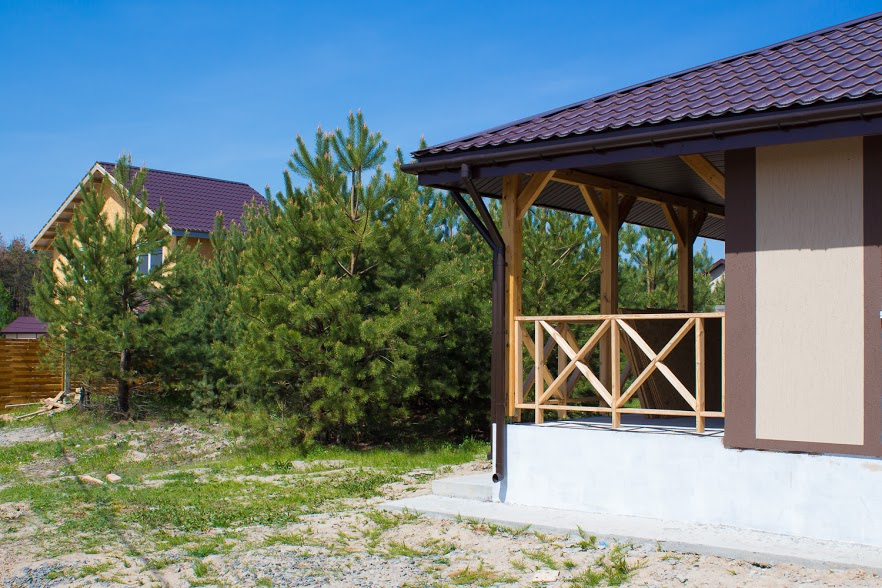
Сосни у котеджному містечку «Лісове озеро» ростуть за крок від тераси
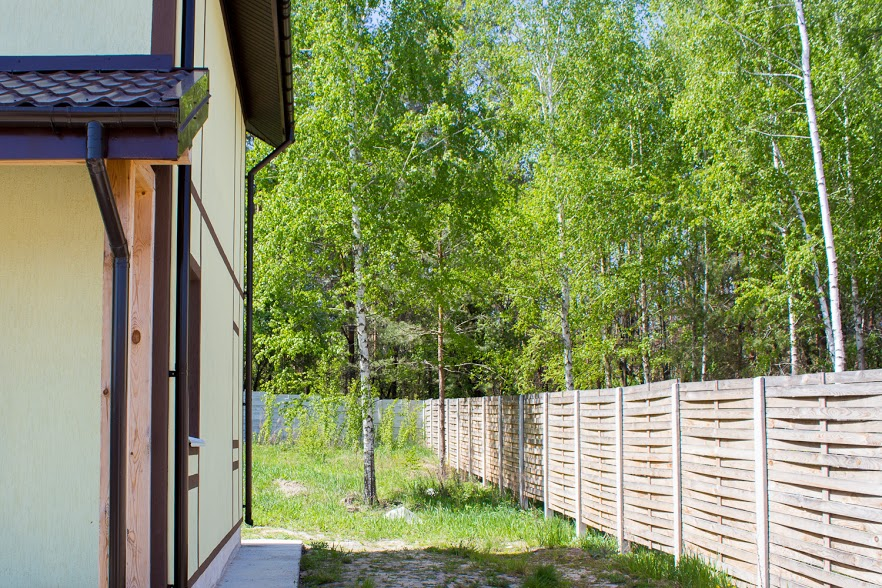
Стрункі берези на ділянках біля будинків у котеджному містечку «Лісове озеро»